# ハン・ギチャン
ハン・ギチャン（한기찬、1998年9月6日 -）は、韓国の俳優。

## 来歴
2019年にMnetのオーディション番組『PRODUCE X 101』に参加し、最終順位は57位であった。2020年にドラマ『君の視線が止まる先に』に出演し、俳優としてデビューした。

## 出演

### ドラマ
- 君の視線が止まる先に[5]（2020年）
- 隠れたあいつを探せ[6]（2021年）

### バラエティ
- PRODUCE X 101（2019年、Mnet）